# Pilea virgata
Pilea virgata es una especie de planta del género Pilea, perteneciente a la familia Urticaceae.

## Taxonomía
Pilea virgata fue descrita por Hugh Algernon Weddell en 1869.

## Distribución
Se encuentra en el territorio de Jamaica.